# Ruth Page
Pour les articles homonymes, voir Page.
Ruth Page est une danseuse et chorégraphe américaine née à Indianapolis le 22 mars 1899 et morte à Chicago le 7 avril 1991 .

## Biographie
Elle étudie la danse avec Adolph Bolm, Mary Wigman, Harald Kreutzberg et Enrico Cecchetti, et fait partie de la compagnie d'Anna Pavlova en tournée aux États-Unis en 1918-1919,,.
En 1922, elle interprète avec Bolm Danse macabre, premier film de danse avec son synchronisé.
Elle se produit brièvement avec les Ballets russes de Serge de Diaghilev à Monte-Carlo en 1925, puis devient première danseuse et directrice du ballet Ravinia Opera de Chicago (1926-1931).
Après avoir tourné dans le monde, en solo ou en duo avec Bolm, elle revient à Chicago en 1955 et y fonde le Chicago Opera Ballet qu'elle dirige jusqu'en 1970,.
Dans les années 1960, son art chorégraphique a souvent été présenté sur la chaîne de télévision en direct pour l'Atelier de Répertoire CBS., Ses contributions comprenaient une adaptation pour la télévision de Carmen de Georges Bizet (1963).
Au fil des ans, elle a joué avec des partenaires de danse comme: Bentley Stone, Walter Camryn et Harald Kreutzberg. Elle a également collaboré avec plusieurs grands compositeurs et designers du XXe siècle, notamment: Aaron Copland, Darius Milhaud, Jerome Moross, Isamu Noguchi, Antoni Clavé, Louis Horst, Marcel Delannoy, Pavel Tchelitchev et Georges Wakhévitch,. Rudolf Noureev a collaboré avec la troupe Chicago Opera Ballet de Page pour ses débuts à New York en 1962 lors d'une performance du pas de deux de Don Quichotte (en partenariat avec Sonia Arova),,,,.
Elle a créé plus de 70 chorégraphies dont la moitié pour ses propres solos, l'autre pour les compagnies qu'elle a dirigées ou dont elle était l'invitée. Ses talents chorégraphiques ont créé des ballets pour la musique de nombreux compositeurs, y compris: Ludwig van Beethoven (Sonate Pathétique), Hector Berlioz (La Damnation de Faust), Georges Bizet (Carmen), Alexandre Borodine (Le Prince Igor), Francesco Cilea (Adriana Lecouvreur), Gaetano Donizetti (La Favorite), Manuel de Falla (El Amor Brujo), George Gershwin (Un Américain à Paris), Franz Lehár (La Veuve joyeuse), Jules Massenet (Thaïs), Carl Orff (Carmina Burana), Amilcare Ponchielli (La Gioconda), Maurice Ravel (Boléro), Johann Strauss II (Die Fledermaus), Richard Strauss (Salome), Franz von Suppé (Die schöne Galathée), Piotr Ilitch Tchaïkovski (Roméo et Juliette, Casse-noisette) , Ambroise Thomas (Mignon), et Giuseppe Verdi (Aïda, La forza del destino, Il trovatore, La traviata),.

## Fin de vie
En 1991, elle décède à Chicago à l'âge de 92 ans. Elle est enterrée au cimetière de Graceland à Chicago.